# Lissodendoryx ramilobosa
Lissodendoryx ramilobosa är en svampdjursart som först beskrevs av Topsent 1916.  Lissodendoryx ramilobosa ingår i släktet Lissodendoryx och familjen Coelosphaeridae. Inga underarter finns listade i Catalogue of Life.